# Epibiosi

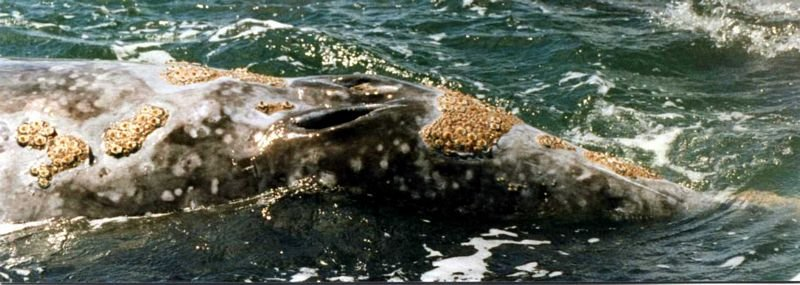
Primer pla del doble orifici d'expulsió d'una balena gris i alguns dels seus percebes incrustats.

L'epibiosi és la relació facultativa entre un organisme sèssil (epibiont) i un organisme hoste substrat anomenat basibiont sobre la superfície del qual s'assenta l'epibiont. Un epibiont és un organisme que viu com a mínim durant una fase del seu cicle vital a sobre de la superfície d'un altre organisme viu de mida major. Es considera que generalment els epibionts no causen cap problema ni dany sobre el seu hoste, per la qual cosa es pot considerar la relació entre ambdós organismes com a neutralisme o comensalisme. Tot i això, també hi ha estudis que suggereixen una relació de mutualisme entre epibiont i hoste.